# Чебоксарский филиал МНТК «Микрохирургия глаза» имени академика С. Н. Федорова
Чебоксарский филиал МНТК «Микрохирургия глаза» имени академика С. Н. Федорова — Федеральный медицинский офтальмологический центр, филиал Межотраслевого научно-технического комплекса «Микрохирургия глаза».

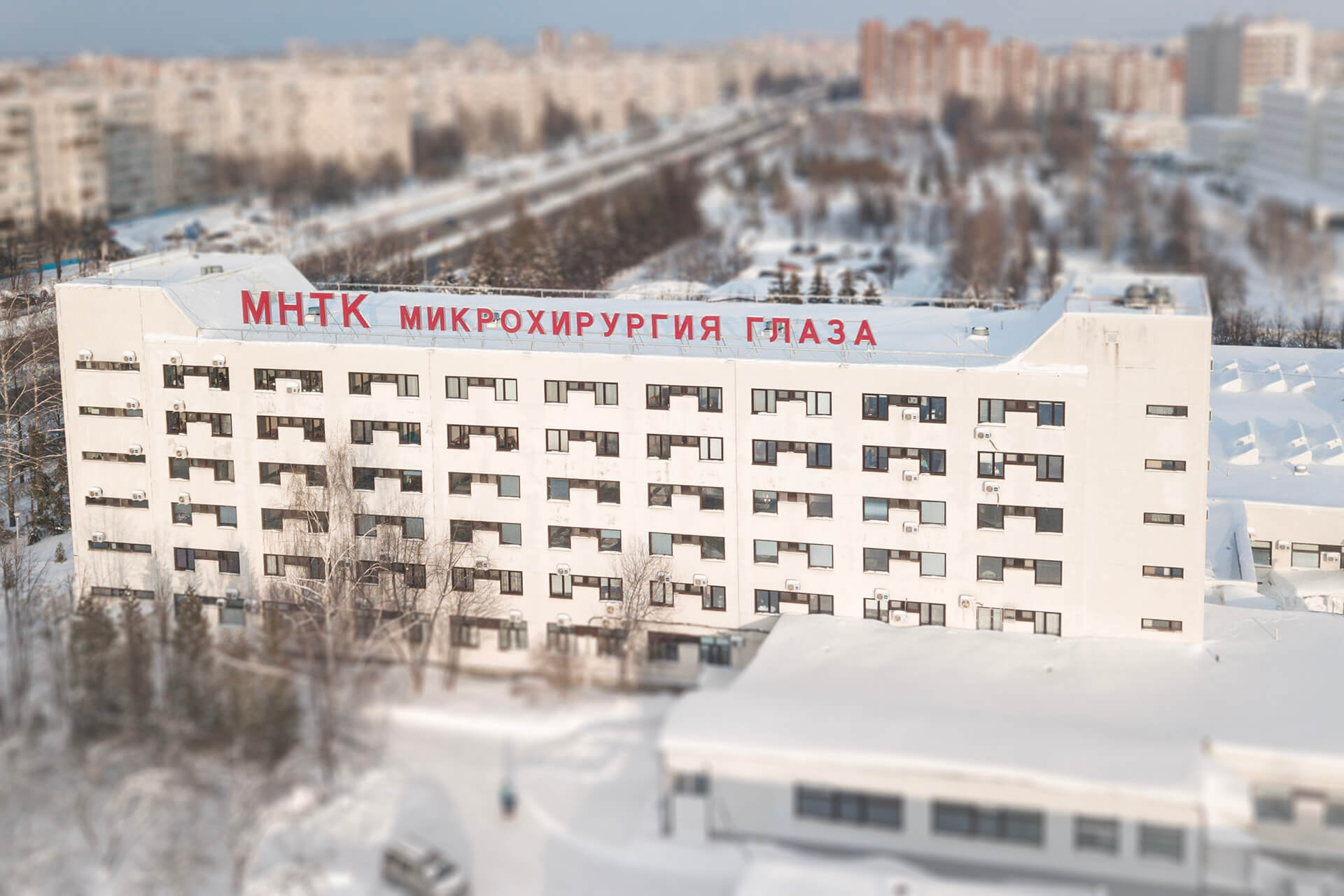
Чебоксарский филиал МНТК «Микрохирургия глаза»

Полное наименование — Чебоксарский филиал Федерального государственного автономного учреждения "Национальный медицинский исследовательский центр «МНТК „Микрохирургия глаза“ имени академика С. Н. Федорова» Министерства здравоохранения России.
Располагается в Чувашской Республике, г. Чебоксары, по адресу пр. Тракторостроителей, 10
Основан Святославом Николаевичем Фёдоровым. Открылся 27 октября 1987 года, тогда же в клинике начато выполнение экстракапсулярных экстракций катаракты, непроникающих глубоких склерэктомий, радиальных кератотомий, сквозных пересадок роговицы.
Чебоксарский филиал был открыт первым среди всех филиалов системы МНТК, это единственный филиал, расположенный в национальной республике.
В Чебоксарском филиале МНТК была реализована идея о применении принципа конвейера не только в ходе хирургических операций, но и в ходе обследования — в целях экономии времени врачей и для удобства пациентов. Создатели конвейера «Ромашка» — генеральный директор МНТК «Микрохирургия глаза» С. Н. Федоров, главный инженер Чебоксарского агрегатного завода С. Г. Хисин, конструкторы Ю. В. Денисов и А.Э Гитин, начальник отдела О. И. Кранк — получили свидетельства Госкомитета СССР по рационализаторству и изобретательству. Ю. В. Денисову присвоено звание «Заслуженный работник промышленности Чувашской АССР».
Первым директором Чебоксарского филиала МНТК «Микрохирургия глаза» стал Александр Федорович Пуршев

## Отделения
Лечебно-диагностическое отделение в г. Саранск
Лечебно-диагностическое отделение в г. Йошкар-Ола
Лечебно-диагностическое отделение в г. Чебоксары

## Современное состояние
В Чебоксарском филиале МНТК «Микрохирургия глаза» выполняется по 36000 операций в год.
Среди сотрудников филиала — 4 доктора и 23 кандидата медицинских наук.
Основные направления:
- Катарактальная хирургия, имплантация искусственного хрусталика
- Лечение глаукомы
- Пересадка роговицы
- Витреоретинальная хирургия (лечение патологий сетчатки и стекловидного тела)
- Лазерная коррекция зрения
- Дакриология (лечение патологий слёзного аппарата)
- Детская офтальмология
- Исправление косоглазия
- и др.

В рамках НМИЦ Чебоксарский филиал МНТК «Микрохирургия глаза» курирует 8 регионов: Чувашию, Марий Эл, Татарстан, Мордовию, Удмуртию, Нижегородскую, Ульяновскую и Кировскую области.
В филиале ведётся активная научно-исследовательская, изобретательская работа, в том числе по разработке новых, усовершенствованных моделей ИОЛ (интраокулярных линз — искусственных хрусталиков), иридохрусталиковых диафрагм (искусственной радужки) и др.
Является крупным образовательным центром.

## История
Филиал был открыт 27 октября 1987 года.
В 1989 году директором ЧФ МНТК «Микрохирургия глаза» стал Владислав Петрович Лукин, в 1990 году под его руководством был прооперирован первый зарубежный пациент — гражданин Аргентины.
В 1992 году согласно постановлению Верховного совета Чувашии Чебоксарский филиал МНТК «Микрохирургия глаза» был реорганизован, были созданы Республиканская клиническая глазная больница и Чебоксарский филиал МНТК «Микрохирургия глаза».
В 1993 году директором ЧФ МНТК «Микрохирургия глаза» стал Николай Петрович Паштаев.
В 2001 году была проведена имплантация при глаукоме первых сетчатых дренажей, изобретённых в филиале, в 2002 году были проведены первые операции имплантации гидрофобной акриловой искусственной иридохрусталиковой диафрагмы, подобранной под цвет и рисунок здорового парного глаза.
В 2006 году в филиале была организована клиническая база для обучения врачей курса офтальмологии АУ Чувашии «Институт усовершенствования врачей» Минздравсоцразвития Чувашии.э
В 2007 году в филиале были проведены первые операции детям с ретинопатией недоношенных.
В 2007 году состоялись первые в России операция с использованием фемтосекундного лазера IntraLase FS (ФемтоЛАЗИК) под руководством хирурга Ирины Леонидовны Куликовой и фемтолазерная имплантация интрастромальных роговичных сегментов под руководством хирурга Надежды Александровны Масловой.
В 2008 году прошли первые в России сквозная пересадка роговицы с использованием фемтосекундного лазера IntraLase FS под руководством хирурга Ларисы Васильевны Лебедь и операция ФемтоЛАЗИК у семилетнего ребенка с гиперметропией и анизометропией под руководством хирурга Ирины Леонидовны Куликовой.
В 2009 году был сформирован глазной банк.
В 2010 году хирург Вадим Валерьевич Зотов провёл первую в России операцию фемтокросслинкинга.
В 2013 году были проведены первые в России операции имплантации кольца MyoRing с фемтолазерным сопровождением для коррекции миопии высокой степени у пациентов с тонкой роговицей и операции имплантации кольца MyoRing с фемтолазерным сопровождением при кератоконусе.
В 2016 году получен патент на первые российские лакримальные обтураторы, авторами которого стали Н. П. Паштаев, С. Ф. Школьник, И. Н. Григорьева, А. Ю. Васильева совместно с ООО предприятием «Репер».
В 2017 году в филиале был проконсультирован полуторамиллионный пациент.
В 2020 году директором стала Надежда Александровна Поздеева.